# Ravi Zacharias
Frederick Antony Ravi Kumar Zacharias (Madras, 26 de março de 1946 — Atlanta, 19 de maio de 2020) foi um evangelista e apologista cristão nascido na Índia, naturalizado norte-americano. Emigrou para o Canadá aos vinte anos e depois viveu nos Estados Unidos. É autor de vários livros, incluindo o premiado Pode o homem viver sem Deus? (Can Man Live Without God?) e Por que Jesus é diferente? (Jesus among other gods). Presidiu o Ravi Zacharias International Ministries, apresentou o programa de rádio semanal "Let My People Think" e foi professor visitante do Wycliffe Hall of Oxford onde lecionou apologética e evangelismo.

## Opinião
Zacharias argumentava que uma cosmovisão coerente deve ser capaz de responder satisfatoriamente a quatro questões: a origem, significado, moralidade e destino do homem. Ele dizia que, embora todas as principais religiões façam declarações exclusivas sobre a verdade, a fé cristã é a única capaz de responder plenamente a todas as quatro questões.

## Morte
Morreu no dia 19 de maio de 2020 em Atlanta, aos 74 anos, em decorrência de um câncer.